# Deus caritas est
Deus caritas est (pol. Bóg jest miłością) – pierwsza encyklika napisana przez papieża Benedykta XVI, ogłoszona w 2006 roku.
Encyklika poświęcona jest tematowi miłości, w jej wymiarach: nadprzyrodzonym, społecznym i seksualnym. Papież podkreśla w niej, że miłość Boga i miłość bliźniego są nierozłączne i stanowią jedno przykazanie. Została ogłoszona i opublikowana 25 stycznia 2006 roku w ośmiu językach (angielski, francuski, niemiecki, włoski, łacina, polski, portugalski i hiszpański). Dokument składa się z 42 paragrafów. Benedykt XVI poruszył też wątki charytatywnej działalności Kościoła i relacji między wiarą i polityką.

## Okoliczności powstania encykliki
Encyklikę o miłości zaczął pod koniec życia pisać poprzednik Benedykta XVI – Jan Paweł II, jednak nie zdążył jej dokończyć. Pierwsza część została napisana przez Benedykta XVI latem 2005 roku, natomiast część drugą uformowały zapisy i projekty jakie pozostawił Jan Paweł II. Dokument został podpisany przez papieża w Boże Narodzenie 25 grudnia 2005 roku.

## Papież o encyklice
Podczas audiencji generalnej 25 stycznia 2006 r. papież omówił treść swej encykliki. Powiedział m.in.:
W encyklice tej chcę ukazać pojęcie miłości w jego różnorodnych wymiarach. W dzisiejszej terminologii miłość często jawi się jako bardzo odległa od tego, co myśli chrześcijanin. Chciałbym jednak ukazać, że chodzi o ten sam „ruch”, który ma wiele wymiarów. Eros – dar miłości między mężczyzną i kobietą pochodzi z tego samego źródła dobroci Stwórcy, co następnie możliwość miłości, która rezygnuje z samego siebie na rzecz drugiego.
Chcę ukazać, że eros przekształca się w agapé w takiej mierze, w jakiej obydwoje naprawdę się kochają, gdy jedno z nich nie szuka już więcej siebie i swej własnej radości, przyjemności, lecz przede wszystkim szuka dobra drugiego. W ten sposób eros przekształca się w miłość na drodze oczyszczenia, pogłębienia; otwiera się później na własną rodzinę, na szerszą rodzinę społeczeństwa, rodzinę Kościoła, rodzinę świata.
Próbuję też ukazać, że najbardziej osobisty akt miłości, płynący od Boga, który sam jest miłością, winien również być aktem eklezjalnym, także organizacyjnie. Jeśli prawdą jest, że Kościół wyraża miłość Bożą, którą Bóg darzy swe ludzkie stworzenia, to musi też być prawdą, że podstawowy akt wiary, który stwarza, jednoczy Kościół i daje nadzieję życia wiecznego. Obecność Boga w świecie tworzy również akt eklezjalny, tzn. Kościół jako taki, jako wspólnota, również w sposób instytucjonalny winien kochać. To, co nazywamy „Caritasem” nie jest tylko organizacją, jak inne instytucje filantropijne, ale potrzebnym wyrazem głębszego aktu osobowej miłości, którą Bóg obudził w naszych sercach. Jest odbiciem tego aktu, którym Bóg jest i działa, czyniąc nas podobnymi do Siebie.
Wbrew tradycji nie należy szukać w pierwszej encyklice nowego papieża programu jego pontyfikatu. Benedykt XVI wyjaśniał już wielokrotnie, że nie zamierza takiego programu przedstawiać, gdyż jego poprzednik pozostawił po sobie wystarczająco dużo tekstów. Encyklika ta potwierdza, że programem papieża jest po prostu program Ewangelii.

## Treść encykliki
Tytuł encykliki wziął się z łacińskiego tłumaczenia słów 1 Listu św. Jana, rozdział 4, wers 16.
Papież napisał, że przykazania miłości Boga i miłości bliźniego są bardzo aktualnym przesłaniem w świecie, w którym, jak podkreślił, z imieniem Bożym łączy się czasami zemstę czy nawet obowiązek nienawiści i przemocy. W pierwszej mojej encyklice pragnę mówić o miłości, którą Bóg nas napełnia i którą mamy przekazywać innym – podkreślił. Chcę – dodał – pobudzić świat do nowej, czynnej gorliwości w dawaniu ludzkiej odpowiedzi na Bożą miłość.
Cały dokument składa się z dwóch części. Pierwsza część poświęcona jest różnym wymiarom miłości, druga zaś mówi o kościelnym wypełnianiu przykazania miłości bliźniego. Pierwsza część jest niełatwa językowo, ale za to bogata
kulturowo i filozoficznie. Druga natomiast, traktująca o „posłudze miłości”, jest konkretna. Papież podkreśla tam, że praca charytatywna
jest pierwszorzędną, a nie dodatkową działalnością Kościoła.

### Część pierwsza: o wymiarach miłości
W części pierwszej pt. Jedność miłości w stworzeniu i historii zbawienia papież pisze o wielości znaczenia słowa „miłość”. Zauważył: Miłość między mężczyzną i kobietą, w której ciało i dusza uczestniczą w sposób nierozerwalny i w której przed istotą ludzką otwiera się obietnica szczęścia, pozornie nie do odparcia, wyłania się jako wzór miłości w całym tego słowa znaczeniu, w porównaniu z którym na pierwszy rzut oka każdy inny rodzaj miłości blednie.
Wiele miejsca papież poświęcił rozważaniom na temat erosa, czyli miłości między mężczyzną a kobietą, i agape – miłości, opartej na wierze.
Zacytował Fryderyka Nietzschego, według którego „chrześcijaństwo jakoby dało erosowi do picia truciznę, a chociaż z jej powodu nie umarł, przerodził się w wadę”. „W ten sposób filozof niemiecki – podkreślił Benedykt XVI – wyrażał bardzo rozpowszechnione spostrzeżenie: czy Kościół swymi przykazaniami i zakazami nie czyni gorzkim tego, co w życiu jest najpiękniejsze?”. Papież zadał pytanie: „Czy chrześcijaństwo rzeczywiście zniszczyło erosa?”.
Przypomniał, że Stary Testament nie odrzucił erosa jako takiego, ale wypowiedział mu wojnę, jako niszczycielskiemu wypaczeniu, bowiem fałszywe ubóstwienie erosa, które tu ma miejsce, pozbawia go jego godności, czyni go nieludzkim.
Prostytutki w świątyni, które mają dawać upojenie boskością, nie są traktowane jako istoty ludzkie i osoby, lecz służą jedynie jako narzędzia do wzniecenia »boskiego szaleństwa«: w rzeczywistości nie są boginiami, lecz osobami ludzkimi, których się nadużywa. Dlatego eros upojony i bezładny nie jest wznoszeniem się, »ekstazą« w kierunku Boskiego, ale upadkiem, degradacją człowieka. Tak więc staje się ewidentnym, że eros potrzebuje dyscypliny, oczyszczenia, aby dać człowiekowi nie chwilową przyjemność, ale pewien przedsmak szczytu istnienia, tej szczęśliwości, do której dąży całe nasze istnienie – napisał.
Wyraził przekonanie, że „człowiek staje się naprawdę sobą, kiedy ciało i dusza odnajdują się w wewnętrznej jedności”.
Eros upojony i bezładny nie jest wznoszeniem się, „ekstazą” w kierunku Boga, ale upadkiem, degradacją człowieka. Tak więc staje się ewidentne, że eros potrzebuje dyscypliny, oczyszczenia, aby dać człowiekowi nie chwilową przyjemność, ale pewien przedsmak szczytu istnienia, tej szczęśliwości, do której dąży całe nasze istnienie.
Przyznał następnie: Dzisiaj nierzadko zarzuca się chrześcijaństwu, że w przeszłości było przeciwnikiem cielesności; faktycznie, tendencje w tym sensie zawsze były.
Ostrzegł zarazem: Sposób gloryfikacji ciała, jakiego dzisiaj jesteśmy świadkami, jest zwodniczy. Eros sprowadzony jedynie do „seksu” staje się towarem, zwykłą „rzeczą”, którą można kupić i sprzedać, co więcej sam człowiek staje się towarem. W rzeczywistości to nie jest wielkie „tak” człowieka dla swojego ciała. Przeciwnie, człowiek uważa teraz ciało i seksualność jedynie jako materialną część samego siebie, którą można używać i można wykorzystywać w sposób wyrachowany.
Według papieża miłość jest jedną rzeczywistością mającą różne wymiary. Refleksji tej towarzyszy ostrzeżenie: Gdy jednak owe dwa wymiary oddalają się zupełnie od siebie, powstaje karykatura czy w każdym razie ograniczona forma miłości.

### Eucharystia świadectwem Bożej miłości
Papież mówi o uniżeniu Boga, który występuje przeciwko samemu sobie. Daje się On „sprofanować”, rezygnując z własnego ratunku. W świecie, pogrążonym w nienawiści i przemocy, brakuje „Wielkiego Nieobecnego”. Ten sam świat nie jest jednak pozostawiony sobie samemu. Nie jest skazany na milczenie. Benedykt XVI rozważając błędy współczesnych ruchów myślowych określonych często mianem New Age, przypomina o wielkim darze Boga dla całego Kościoła Powszechnego: cały ten dramat Boga Miłości nie jest historią z zamierzchłych czasów, a trwającą obecnością w sposób szczególny wyrażoną w najświętszej Eucharystii i służbie Ludu Bożego. Nie tylko otrzymujemy, w sposób statyczny, Logos wcielony, ale zostajemy włączeni w dynamikę jego ofiary. Obraz zaślubin Boga z Izraelem staje się rzeczywistością w sposób wcześniej niepojęty: to, co było przebywaniem przed Bogiem, teraz, poprzez udział w Ofierze Jezusa, uczestnictwo w Jego Ciele i Jego Krwi, staje się zjednoczeniem. „Mistyka” sakramentu, której podstawą jest uniżenie się Boga ku nam, ma zupełnie inną doniosłość i prowadzi znacznie wyżej, niż mogłoby tego dokonać jakiekolwiek mistyczne uniesienie człowieka – pisze papież.
Benedykt XVI uwydatnia wspólnotowy wymiar Eucharystii. Apeluje o przypomnienie duchowego racjonalizmu Ostatniej Wieczerzy, która daleka jest od rauszu metafizycznych spekulacji neognostyków, a jest autentycznym, cielesnym spotkaniem ze Zbawicielem. On w chlebie i winie odsłania nam samego siebie i przypomina, że przyjmowanie Ciała i Krwi Pańskiej jest również włączeniem do społeczności całego Kościoła. Wszystko to warunkowane jest bezinteresowną miłością, którą Bóg darowuje w swoim Synu. To wielka tajemnica wiary, która przypomina o Chrystusie jako żywym Sakramencie dla Ty-ja.
Papież powraca w tym kontekście do uzdrawiającej obecności Boga w świecie. Czyni to poprzez służbę Kościoła, w widzialnych (sakramenty) i niewidzialnych (modlitwa) znakach: W rzeczywistości istnieje wiele możliwości widzenia Boga. W historii miłości, którą opowiada nam Biblia, Bóg wychodzi nam naprzeciw, próbuje nas zdobyć – aż do Ostatniej Wieczerzy, aż do Serca przebitego na krzyżu, aż do objawień Zmartwychwstałego i wielkich dzieł za pośrednictwem których, poprzez działanie Apostołów, przewodził rodzącemu się Kościołowi. Również w późniejszej historii Kościoła Pan nie był nieobecny: zawsze na nowo wychodzi nam naprzeciw – poprzez ludzi, w których objawia swą obecność; poprzez Słowo, w Sakramentach, w sposób szczególny w Eucharystii.

### Część druga: o dziełach miłosierdzia
W drugiej części encykliki, noszącej podtytuł Caritas – dzieło miłości dokonywane przez Kościół jako wspólnotę miłości Benedykt XVI napisał, że cała działalność Kościoła jest wyrazem miłości, która pragnie całkowitego dobra człowieka.
Caritas nie jest dla Kościoła rodzajem opieki społecznej, którą można by powierzyć komu innemu, ale należy do jego natury, jest niezbywalnym wyrazem jego istoty.
Zauważył, że od dziewiętnastego wieku wysuwane były zastrzeżenia przeciw działalności charytatywnej Kościoła, rozwijane potem z naciskiem przez myśl marksistowską.
Dzieła charytatywne – jałmużna – w rzeczywistości są dla bogatych sposobem pozwalającym uniknąć zaprowadzenia sprawiedliwości i uspokoić sumienia, by zachować ich pozycje, które pozbawiają ubogich ich praw. Zamiast popierać przez poszczególne dzieła miłosierdzia istniejący stan rzeczy, należałoby stworzyć porządek prawny, w którym wszyscy otrzymywaliby swoją część światowych dóbr, a zatem nie potrzebowaliby już dzieł miłosierdzia – zauważył Benedykt XVI, zwracając zarazem uwagę na to, że taka argumentacja nie jest wolna od błędu.
Podsumowując istotę marksizmu, papież wyraził opinię, że wskazał on w rewolucji światowej i w przygotowaniu do niej panaceum na problemy społeczne: przez rewolucję i następującą po niej kolektywizację środków produkcji; wszystko nagle miało funkcjonować w inny i lepszy sposób. Ten sen rozwiał się – podkreślił papież, dodając, że w trudnej sytuacji, w jakiej dziś się znajdujemy również z powodu globalizacji ekonomii, nauka społeczna Kościoła stała się podstawowym wskazaniem proponującym słuszne kierunki.

### Sprawiedliwość miarą polityki
W rozważaniach na temat sprawiedliwości w społeczeństwie i państwie Benedykt XVI, przytaczając słowa św. Augustyna, napisał: Państwo, które nie kierowałoby się sprawiedliwością, zredukowałoby się do wielkiej bandy złodziei.
Sprawiedliwość jest celem, a więc również wewnętrzną miarą każdej polityki. Polityka jest czymś więcej niż prostą techniką dla zdefiniowania porządków publicznych: jej źródło i cel znajdują się właśnie w sprawiedliwości, a ta ma naturę etyczną – napisał.
W rozważaniach poświęconych relacjom między polityką a wiarą stwierdził, że wiara pozwala rozumowi lepiej spełniać jego zadanie i lepiej widzieć to, co jest mu właściwe.
Papież podkreślił z naciskiem: Katolicka nauka społeczna nie ma zamiaru przekazywać Kościołowi władzy państwa. Nie chce również – dodał – narzucać tym, którzy nie podzielają wiary, perspektyw i sposobów zachowania, które do niej przynależą. Po prostu chce mieć udział w oczyszczaniu rozumu i nieść pomoc, aby to, co sprawiedliwe, mogło tu i teraz być rozpoznane, a następnie realizowane.
Benedykt XVI przypomniał, że Kościół nie może podejmować walki politycznej, aby realizować jak najbardziej sprawiedliwe społeczeństwo i nie może stawiać się na miejscu państwa. Nie może też jednak i nie powinien pozostawać na marginesie w walce o sprawiedliwość – skonstatował.
Według papieża, miłość jako caritas zawsze będzie potrzebna i to nawet w najbardziej sprawiedliwym społeczeństwie, bo w każdej sytuacji będzie istniało cierpienie, wymagające pocieszenia i pomocy i zawsze będzie samotność.
Benedykt XVI ostrzegł, że państwo, które chce zapewnić wszystko i wszystko bierze na siebie, staje się instancją biurokratyczną, niemogącą zapewnić najistotniejszych rzeczy.
Nie państwo, które ustala i panuje nad wszystkim, jest tym, którego potrzebujemy, ale państwo, które dostrzeże i wesprze, w duchu pomocniczości, inicjatywy podejmowane przez różnorakie siły społeczne, łączące w sobie spontaniczność i bliskość z ludźmi potrzebującymi pomocy – napisał papież.

### Święci obrazem Bożej miłości
W rozważaniach na Anioł Pański w dniu 29 stycznia papież nawiązał do swej encykliki, podkreślając doniosłą rolę świętych w ukazywaniu prymatu Bożej miłości. Powiedział, że uczynili oni ze swej egzystencji na sto różnych tonacji hymn ku czci Boga Miłości.
Liturgia wspomina ich każdego dnia roku. Mam tu na myśli na przykład tych, których wspominamy w tych dniach: apostoła Pawła wraz z uczniami Tymoteuszem i Tytusem, świętą Anielą Merici, świętego Tomasza z Akwinu, świętego Jana Bosko. Są to święci bardzo różniący się od siebie: pierwsi należą do początków Kościoła i są misjonarzami pierwszej ewangelizacji; w średniowieczu Tomasz z Akwinu jest wzorem katolickiego teologa, który napotyka w Chrystusie najwyższą syntezę prawdy i miłości; w renesansie Aniela Merici proponuje życie świętości także tym, którzy żyją w środowisku świeckim; w dobie współczesnej ksiądz Bosko, pałając miłością Jezusa Dobrego Pasterza, zatroszczył się o najuboższych chłopców i stał się dla nich ojcem i nauczycielem. Cała historia Kościoła jest historią świętości, ożywianej jedyną Miłością, której źródło znajduje się w Bogu.
W encyklice papież wymienił bł. Matkę Teresę z Kalkuty, która – podobnie jak inni święci – czerpała swoją zdolność do miłowania bliźniego zawsze na nowo ze spotkania z Chrystusem Eucharystycznym, a to spotkanie nabierało swego realizmu i głębi właśnie dzięki jej posłudze innym.
Święci z dawnych czasów, wymienieni w encyklice to: Marcin z Tours (+ 397), który podzielił się połową swojego płaszcza z ubogim. Następnie cały ruch monastyczny od jego początków ze św. Antonim opatem (+356), dał wyraz ogromnej służby charytatywnej dla bliźniego.
Postaci świętych jak Franciszek z Asyżu, Ignacy Loyola, Jan Boży, Kamil de Lellis, Wincenty de’ Paoli, Luisa de Marillac, Józef B. Cottolengo, Jan Bosko, Alojzy Orione pozostają wybitnymi przykładami miłości społecznej dla wszystkich ludzi dobrej woli – napisał papież.
Podsumował w encyklice: Święci są prawdziwymi nosicielami światła w historii, gdyż są ludźmi wiary, nadziei i miłości.
W przytoczonych niedzielnych rozważaniach na Anioł Pański papież uzupełnił swoje wywody o świętych: Te zastępy mężczyzn i kobiet, które Duch Chrystusa ukształtował, czyniąc z nich wzór ewangelicznego oddania, skłaniają nas do uznania wagi życia konsekrowanego jako wyrazu i szkoły miłości.
Przypomniał w tym kontekście, że właśnie po to, aby ukazać znaczenie i wartość życia konsekrowanego, 2 lutego – w uroczystość Ofiarowania Pańskiego, Kościół obchodzi Dzień Życia Konsekrowanego. Papież zapowiedział, że tak, jak miał w zwyczaju Jan Paweł II, przewodniczyć będzie w tym dniu w bazylice watykańskiej mszy świętej, na którą zaproszone są szczególnie osoby konsekrowane mieszkające w Rzymie. Podziękujemy wspólnie Bogu za dar życia konsekrowanego i modlić się będziemy, ażeby było ono nadal w świecie wymownym znakiem Jego miłosiernej miłości –

### Zakończenie: modlitwa do Matki Bożej
Encyklikę kończy następująca modlitwa do Matki Bożej:
Święta Maryjo, Matko Boża,

Ty wydałaś na świat prawdziwe światło,

Jezusa, Twojego Syna – Bożego Syna.

Na wezwanie Boga oddałaś się cała

i tak stałaś się źródłem dobroci,

które z Niego wytryska.

Pokaż nam Jezusa. Prowadź nas ku Niemu.

Naucz nas, jak Go poznawać i kochać,

abyśmy my również mogli stać się

zdolni do prawdziwej miłości

i być źródłami wody żywej

w spragnionym świecie.

## Refleksje ogólne
Encyklika ta przynosi wierzącym przypomnienie, że najważniejszym posłaniem i misją każdego z nas jest ukazywanie miłości do Boga poprzez konkretne działania w spotkaniu z drugim człowiekiem. Jest ponowieniem wezwania do dawania świadectwa wiary niezależnie od tego, w jakim miejscu i w jakim środowisku przebywamy i działamy. Papież mówi, że żyjemy w czasie szczególnym i wymagającym tego, by nieść pomoc potrzebującym i opuszczonym.
Stanowi ona odpowiedź na trzy kryzysy kulturowo-religijne współczesności:
1. Pierwszy związany jest z tym, że nie widzi się potrzeby Boga i miejsca dla niego w świecie. Bez odniesienia do Boga nie ma też ostatecznego odniesienia do ludzkiego działania. Tymczasem, jak wskazuje Benedykt XVI, dzięki miłości istnieje rzeczywista relacja między Bogiem oraz człowiekiem i światem.
2. Drugi kryzys polega na teoretycznym i praktycznym kwestionowaniu małżeństwa jako właściwej sfery miłości między kobietą i mężczyzną. Symbolem tego kryzysu jest wszechobecność i ubóstwienie seksu. Papież uwypukla sens miłości małżeńskiej, opartej na rezygnacji z siebie na rzecz drugiego. Bez oparcia na wierze miłość zostaje sprowadzona do seksu, a człowiek staje się towarem.
3. Przejawem trzeciego kryzysu jest pojmowanie miłości jako gry spontaniczności. Nie bierze się pod uwagę, że mogłaby ona być oparta na długofalowym nastawieniu i domaga się uporządkowania instytucjonalnego. Papieżowi chodzi więc o uporządkowanie miłości w dzisiejszym świecie.

Encyklikę tę należy widzieć w ciągłości z encykliką Fides et ratio Jana Pawła II. Porządek rozumu, opisany w tej ostatniej, został dopełniony o porządek miłości. Tradycja chrześcijańska oba te porządki traktuje jako uzupełniające się i
tworzące organiczną całość. Istnieje też podobieństwo z encykliką
Dives in misericordia. I tam i tu twierdzi się, że możemy miłować, bo Bóg nas umiłował jako pierwszy. Dlatego miłość jest nie tylko przykazaniem, ale także odpowiedzią na dar Boga.
Istnieje tu pewna różnica w stosunku do nauczania Jana Pawła II. Polega ona na tym, że w dokumentach poprzedniego papieża zawsze pierwszy rozdział był poświęcony szerokiej analizie kontekstu kościelnego czy kulturowego, w jaki wchodzimy. Tutaj nie ma tego zrobionego w sposób bezpośredni. Benedyktowi XVI poprzez ten dokument chodzi o uporządkowanie pojmowania miłości w dzisiejszym świecie.
Wymowne jest, że Ojciec Święty podpisał encyklikę 25 grudnia, w uroczystość Narodzenia Pańskiego, 2005 r. Jezus Chrystus bowiem, jak podkreśla w swym dokumencie, to wcielona miłość Boga. Nie bez znaczenia jest też fakt, że encyklika została ogłoszona miesiąc później, w święto Nawrócenia św. Pawła Apostoła, na zakończenie Tygodnia Modlitw o Jedność Chrześcijan.